# Роберт Робінсон
Роберт Робінсон (англ. Sir Robert Robinson; 13 вересня 1886, Раффорд, поблизу м. Честерфілд, Велика Британія — 8 лютого 1975, Great Missenden, Бакінгемшир, Велика Британія) — англійський хімік-органік, член Лондонського королівського товариства (1920). Лауреат Нобелівської премії з хімії (1947).

## Біографія
Народився в маєтку Руффорд Фарм, недалеко від Честерфілда (графство Дербішир), старшим з п'яти дітей Вільяма Бребері Робінсона і Джейн Давенпорт. Сім'я досягала успіху, займаючись виробництвом перев'язувальних матеріалів. Коли Роберту були три роки, Робінсони поселилися недалеко від Нью-Бремптона.
Закінчивши честерфілдську середню школу, Робінсон поступив у Фалнекську школу — навчальний заклад релігійної общини моравських братів, розташований між Лідсом і Бредфордом. Робінсон залишався тут до 1902, а потім поступив в Манчестерський університет.
Хімічний факультет Манчестерського університету, на чолі якого стояв В. Перкін-молодший, був провідним центром наукових досліджень. Членом факультету тоді був Хаїм Вейцман (1874—1952), майбутній перший президент Ізраїлю (1948–1952), а однокурсником Робінсона — В. Говорт (Нобелівський лауреат, 1937). У 1905, закінчивши на відмінно університет, Робінсон став працювати в приватній науково-дослідній лабораторії Перкіна. З 1907 вивчав структуру і хімічні властивості бразиліна — фарбника, що отримується з дерева.
Робінсон повернувся в Манчестерський університет в 1906 і в 1907—1909 став стипендіатом. У 1910 отримав докторський ступінь, а два роки по тому, у віці 26 років, став першим професором органічної хімії в університеті Сіднея в Австралії. Робінсон завідував кафедрами органічної хімії в університетах Ліверпуля (1915–1920), Сент-Ендрю (1921), Манчестера (1922–1928), Університетському коледжі Лондона (1928–1930) і став наступником Перкіна в Оксфордському університеті.
У 1920 Робінсон працював керівником науково-дослідних робіт фірми «Бритіш дайстафф корпорейшн», а в 1929 став консультантом з фарбників фірми «Імперіал кемікл індастріз лімітед». З 1922 Робінсон разом з Девідом Дойгом Праттом почав публікувати серію робіт, присвячених фарбникам, які мали будову бензопірілієвих солей.

## Наукова робота
Проте основний інтерес для Робінсона представляли алкалоїди. У 1925 спільно із співробітником Дж. М. Галландом Робінсон вивчив структуру морфіну і тоді ж синтезував берберин. Наступного року він встановив структуру неопіну (бета-кодеїну), а в 1935 синтезував бікуккулін.

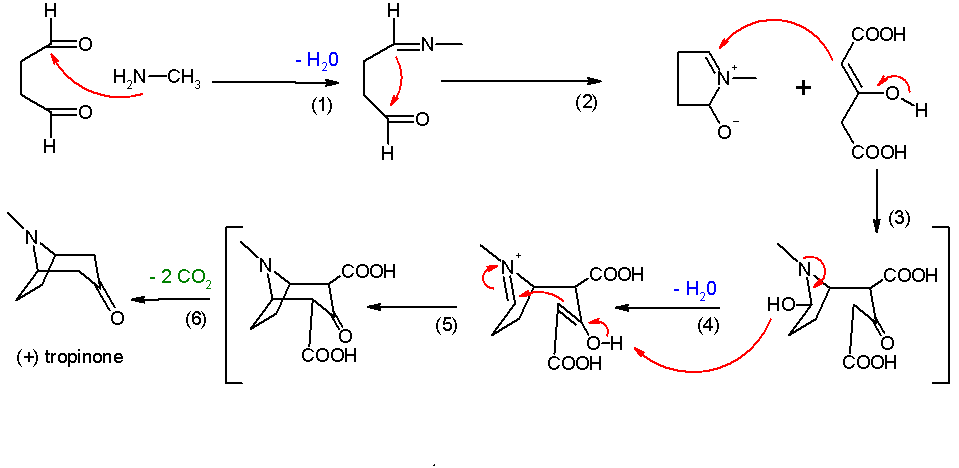
Схема синтезу тропінону

Оскільки приготування гідрастину, наркотину і тропінону (тісно пов'язаного з атропіном і кокаїном) не склало труднощів, Робінсон вважав, що подібним же чином вони мають синтезуватися рослинами. Його теорія біогенезу алкалоїдів була пізніше підтверджена аналізом (за допомогою ізотопної мітки) реакцій, що відбуваються в рослинах. Таким чином, він довів біогенетичну спорідненість псевдострихніну і воміцину (1948). Синтезував, а потім визначив структуру багатьох інших алкалоїдів, зокрема бруцину, акуаміцину і (спільно з Р. Вудвордом — Нобелівська премія, 1965) аймаліну.
Стрихніном Робінсон почав займатися ще в 1910, коли вони разом з Перкіним запропонували помилкову формулу цієї речовини. У 1945 Робінсон прийшов до правильної формули стрихніну, а синтезував його Р. Вудворд в 1954.
Разом з дружиною Робінсон провів дослідження квіткових пігментів антоціану (синювато-червоного кольору) і антоксантину (жовтого кольору). Вони синтезували багато пігментів, ідентичних природним речовинам, розробили експрес-тести визначення пігментів і опублікували каталог пігментів квітів.
Ще однією цікавою для Робінсона структурою були стероїди. У співпраці з багатьма ученими, зокрема з Дж. В. Корнфортом (Нобелівський лауреат, 1975), Робінсон отримав жіночий гормон естрон і три синтетичних естрогена: стильбестрол, гексестрол і дієнестрол.
Зробив внесок до електронної теорії органічних сполук, в уявлення про розподіл електронів і мезомерії в ароматичних сполуках (1922–1926).
Після початку Другої світової війни займався вибуховими речовинами і захистом від хімічної зброї, став одним з творців хімії антибіотиків і організаторів виробництва протималярійних препаратів у Великій Британії.
У 1945—1950 Робінсон — президент Лондонського королівського товариства і важлива його роль в налагодженні науково-дослідної роботи в післявоєнні роки, він сприяв активізації діяльності міжнародних наукових союзів.
У 1947 Робінсону була присуджена Нобелівська премія «за дослідження біологічно важливих рослинних продуктів, особливо алкалоїдів». Знання будови і розробка методів синтезу алкалоїдів служить базою для їх майбутнього промислового виробництва. Будова того або іншого алкалоїду, що є лікарським засобом, служить відправною точкою для пошуків нових синтетичних лікарських засобів. Так, синтез аналогів кокаїну привів до синтезу новокаїну, аналога хініну — до отримання акрихіну тощо. Алкалоїди і лікарські речовини, отримані в результаті синтетичних пошуків їхніх аналогів, складають значну частину сучасних ліків.
Розроблені Робінсоном в процесі досліджень синтетичні методи і аналітичні прийоми збагатили арсенал хіміків-органіків. Так, в 1937 він створив власний метод синтезу карбоциклічних структур, що знайшов застосування в практиці органічного синтезу, а його теоретичні положення в області органічної хімії увійшли до всіх сучасних підручників.
Разом з Р. Вудвордом заснував журнал з органічної хімії «Тетраедрон», в 1957 вийшов перший його номер. Журнал має заслужений авторитет.
Колега Робінсона по Манчестерському університету Вейцман розробив процес крекінгу нафти, який ліг в основу діяльності компанії «Петрокеміклз лімітед». Робінсон був директором цієї компанії. У 1935 «Петрокеміклз» увійшла до компанії «Shell», де він був директором, а потім до 1975 посідав посаду консультанта.
Член понад 30 урядових комітетів, низку яких він очолював. У 1947 — делегат Великої Британії на першій конференції ЮНЕСКО. У 1951 — президент Британської асоціації сприяння розвитку науки і президент Товариства хімічної промисловості (1958–1959).

## Особисте життя
Захоплювався музикою, фотографією і літературою. Завзятий садівник. Працюючи в Австралії, вони здійснював сходження на новозеландські Альпи і до початку Другої світової війни проводив відпустку в горах Великої Британії, Норвегії, в Піренеях і Альпах. Коли Робінсону було 80 років, він зійшов на Столову гору в Південній Африці.
Неодноразово завойовував титул шахового чемпіона, був президентом Британської шахової федерації (1950–1953). Після 80 років Робінсон осліпнув, але продовжував грати в шахи по листуванню, а за два роки до смерті написав (спільно з Р. Едвардсом) книгу «Мистецтво і наука шахів».
За кілька років до смерті Робінсон почав писати 2-томну автобіографію і підручник «Введення в органічну хімію», який був опублікований після його смерті.

## Роботи
- A synthesis of tropinone // J.Chem Soc. 1917. V. 111; A theory of the mechanism of the phytochemical synthesis of certain alkaloids // J.Chem Soc. 1917. V. 111; An electrochemical theory of the mechanism of organic reactions // Inst. Internat. Chim. Solvay Conseil Chim. 4e Conseil. Brussels, 1932.